# رينهواي
رينهواي (بالصينية: 仁怀市) هي مدينة من مدن الصين.

## المناخ
يظهر الجدول التالي التغييرات المناخية على مدار السنة لرينهواي:
| البيانات المناخية لـرينهواي                      | البيانات المناخية لـرينهواي | البيانات المناخية لـرينهواي | البيانات المناخية لـرينهواي | البيانات المناخية لـرينهواي | البيانات المناخية لـرينهواي | البيانات المناخية لـرينهواي | البيانات المناخية لـرينهواي | البيانات المناخية لـرينهواي | البيانات المناخية لـرينهواي | البيانات المناخية لـرينهواي | البيانات المناخية لـرينهواي | البيانات المناخية لـرينهواي | البيانات المناخية لـرينهواي |
| الشهر                                            | يناير                       | فبراير                      | مارس                        | أبريل                       | مايو                        | يونيو                       | يوليو                       | أغسطس                       | سبتمبر                      | أكتوبر                      | نوفمبر                      | ديسمبر                      | المعدل السنوي               |
| ------------------------------------------------ | --------------------------- | --------------------------- | --------------------------- | --------------------------- | --------------------------- | --------------------------- | --------------------------- | --------------------------- | --------------------------- | --------------------------- | --------------------------- | --------------------------- | --------------------------- |
| الدرجة القصوى °م (°ف)                            | 23.0 (73.4)                 | 30.4 (86.7)                 | 33.4 (92.1)                 | 34.7 (94.5)                 | 37.4 (99.3)                 | 35.1 (95.2)                 | 36.1 (97.0)                 | 38.0 (100.4)                | 38.3 (100.9)                | 33.5 (92.3)                 | 28.2 (82.8)                 | 23.1 (73.6)                 | 38.3 (100.9)                |
| متوسط درجة الحرارة الكبرى °م (°ف)                | 8.0 (46.4)                  | 10.5 (50.9)                 | 15.4 (59.7)                 | 21.0 (69.8)                 | 24.9 (76.8)                 | 26.9 (80.4)                 | 30.1 (86.2)                 | 30.2 (86.4)                 | 26.2 (79.2)                 | 19.7 (67.5)                 | 15.5 (59.9)                 | 10.1 (50.2)                 | 19.9 (67.8)                 |
| المتوسط اليومي °م (°ف)                           | 5.2 (41.4)                  | 7.1 (44.8)                  | 11.2 (52.2)                 | 16.2 (61.2)                 | 20.1 (68.2)                 | 22.6 (72.7)                 | 25.4 (77.7)                 | 25.1 (77.2)                 | 21.6 (70.9)                 | 16.3 (61.3)                 | 12.0 (53.6)                 | 6.9 (44.4)                  | 15.8 (60.5)                 |
| متوسط درجة الحرارة الصغرى °م (°ف)                | 3.3 (37.9)                  | 5.0 (41.0)                  | 8.4 (47.1)                  | 12.9 (55.2)                 | 16.5 (61.7)                 | 19.4 (66.9)                 | 21.9 (71.4)                 | 21.4 (70.5)                 | 18.4 (65.1)                 | 13.9 (57.0)                 | 9.6 (49.3)                  | 4.8 (40.6)                  | 13.0 (55.3)                 |
| أدنى درجة حرارة °م (°ف)                          | −3.8 (25.2)                 | −2.9 (26.8)                 | −1.5 (29.3)                 | 3.7 (38.7)                  | 7.8 (46.0)                  | 12.8 (55.0)                 | 14.3 (57.7)                 | 15.1 (59.2)                 | 10.9 (51.6)                 | 4.8 (40.6)                  | −0.5 (31.1)                 | −3.1 (26.4)                 | −3.8 (25.2)                 |
| الهطول مم (إنش)                                  | 28.3 (1.11)                 | 24.6 (0.97)                 | 41.0 (1.61)                 | 76.5 (3.01)                 | 142.4 (5.61)                | 165.3 (6.51)                | 169.0 (6.65)                | 130.3 (5.13)                | 94.8 (3.73)                 | 84.5 (3.33)                 | 42.4 (1.67)                 | 26.5 (1.04)                 | 1٬025٫6 (40.37)             |
| متوسط الرطوبة النسبية (%)                        | 83                          | 80                          | 78                          | 77                          | 76                          | 79                          | 75                          | 74                          | 76                          | 82                          | 80                          | 82                          | 79                          |
| المصدر: China Meteorological Data Service Center |                             |                             |                             |                             |                             |                             |                             |                             |                             |                             |                             |                             |                             |